# 1766
1766 (MDCCLXVI) var ett normalår som började en onsdag i den gregorianska kalendern och ett normalår som började en söndag i den julianska kalendern.

## Händelser

### Januari
- 8 januari – Brittiska bosättningen Port Egmont grundas på Västfalkland.[1]
- 14 januari – Vid Fredrik V:s död efterträds han som kung av Danmark och Norge av sin son Kristian VII.

### Februari
- Februari – Mössorna gör en omorientering och sluter förbund med Storbritannien. Frankrike ger sitt samtycke, men drar in sina subsidier till Sverige.

### April
- 30 april – Uppsala drabbas av en stadsbrand.[2]

### Juni
- 26 juni – Den svenska överflödsförordningen, som förbjuder import av lyxvaror som kaffe, choklad, punsch och många viner, införs.

### Juli
- 8 juli – Den efter brand återuppförda Drottningholmsteatern besiktigas av de kungliga. Dagen därpå sker återinvigningen. Byggnaden uppfördes på drottning Lovisa Ulrikas uppdrag under ledning av Carl Fredrik Adelcrantz.

### Oktober
- 1 oktober – Kronprins Gustav gifter sig genom ombud med Sofia Magdalena av Danmark.
- 8 oktober – Gustav och Sofia Magdalena möts för första gången, när prinsessan anländer till Helsingborg.

### November
- 4 november – Den officiella vigseln mellan Gustav och Sofia Magdalena äger rum.

### December
- 2 december – Sveriges och världens första tryckfrihetsförordning, vars upphovsman är prästen Anders Chydenius, utfärdas. Den omfattar inte religiösa skrifter eller skrifter rörande statsskicket, men i övrigt upphör censuren och fri politisk diskussion tillåts. Offentlighetsprincipen införs också i svensk politik.[3]

### Okänt datum
- Kusthandel i form av bondeseglation tillåts i Sverige.
- Det litterära samfundet Utile dulci instiftas och blir konkurrent till Vitterhetsakademien.
- Humanisten Henrik Gabriel Porthan ger ut den första delen av fem av den latinskspråkiga avhandlingen om finskspråkig folkdiktning De poësi fennica.
- Den ryska kejsarinnan Katarina II (den stora) planerar en nordeuropeisk allians mellan Ryssland, Storbritannien, Preussen, Polen, Danmark och Sverige.

## Födda

### Första kvartalet

#### Januari
- 1 januari – Antoine-Vincent Arnault, fransk författare.
- 3 januari – Magdalena Rudenschöld, svensk politiskt aktiv grevinna.
- 17 januari – Fredrik Otto von Unge, svensk militär och konstnär.
- 18 januari – Maurits Peter von Krusenstierna, svensk sjömilitär.
- 19 januari – Carl Christoffer Gjörwell den yngre, svensk arkitekt.

#### Februari
- 2 februari – William Townsend Aiton, brittisk botaniker.
- 10 februari – Benjamin Smith Barton, amerikansk botaniker.
- 11 februari – Johann Jacob Paul Moldenhawer, tysk botaniker.
- 14 februari – Thomas Robert Malthus, brittisk nationalekonom.
- 23 februari – Caroline von Humboldt, tysk salongsvärd.
- 24 februari
  - Gottlieb David Carl Leijonhielm, svensk friherre och militär.
  - Samuel Wesley, brittisk kompositör.
- 25 februari – George Jones, amerikansk politiker, senator 1807.
- 28 februari – John Clark, amerikansk politiker, guvernör i Georgia 1819–1823.

#### Mars
- 10 mars – Andreas Samuel Krebs, norsk militär.
- 12 mars – Claudius Buchanan, skotsk präst.
- 23 mars – Pierre-Antoine Poiteau, fransk botaniker.
- 24 mars
  - Emanuel Limnell, svensk målare.
  - Adolf Fredrik von Willebrand, finländsk friherre och ämbetsman.
- 25 mars – Ludwig Harscher von Almendingen, tysk jurist.
- 26 mars – Friedrich Immanuel Niethammer, tysk filosof, pedagog och teolog.
- 28 mars – Joseph Weigl, tysk-österrikisk kompositör.

### Andra kvartalet

#### April
- 1 april – François-Xavier Fabre, fransk konstnär.
- 10 april – John Leslie, skotsk fysiker och meteorolog.
- 15 april – Friedrich Ludewig Bouterwek, tysk filosof och estetiker.
- 22 april
  - Obadiah German, amerikansk politiker, senator 1809–1815.
  - Germaine de Staël, fransk författare.
- 23 april – György Fejér, ungersk teolog och historiker.
- 24 april – Carsten Tank, norsk politiker.

#### Maj
- 13 maj – Carl von Rosenstein, svensk ärkebiskop 1819–1836.
- 19 maj – Johan David Silfverstolpe, svensk militär.
- 22 maj – Jacques-Joseph Corbière, fransk politiker.
- 29 maj – Baltzar von Platen, svensk viceamiral, mannen bakom Göta kanal.

#### Juni
- 21 juni – Emmanuel de Las Cases, fransk författare.
- 22 juni – John Drayton, amerikansk politiker, guvernör i South Carolina 1800–1802 och 1808–1810.

### Tredje kvartalet

#### Juli
- 1 juli – Samuel Dinsmoor, amerikansk politiker, guvernör i New Hampshire 1831–1834.
- 5 juli – Jean Pierre Bachasson de Montalivet, fransk greve och politiker.
- 6 juli
  - John Russell, 6:e hertig av Bedford, brittisk politiker.
  - Alexander Wilson, skotsk-amerikansk ornitolog.
- 8 juli – Dominique Jean Larrey, fransk läkare och baron.
- 9 juli – Johanna Schopenhauer, tysk författare.
- 18 juli – Matthias Floderus, svensk filolog och präst.
- 20 juli – Thomas Bruce, 7:e earl av Elgin, brittisk adelsman och diplomat.

#### Augusti
- 3 augusti – Kurt Sprengel, tysk läkare och botaniker.
- 13 augusti – Carl von Otter, svensk militär.
- 14 augusti – Elizabeth Macarthur, australisk brevskrivare.
- 16 augusti – William Hyde Wollaston, brittisk fysiker.
- 20 augusti – Giovanni Rasori, italiensk läkare.
- 23 augusti – Johann Centurius von Hoffmannsegg, tysk greve, entomolog och botaniker.

#### September
- 3 september – Charles de Lacretelle, fransk historiker.
- 6 september – John Dalton, brittisk kemist och fysiker.
- 11 september – James Brown, amerikansk politiker och diplomat, senator 1813–1817 och 1819–1823.
- 13 september – Olof Kolmodin den yngre, svensk litteraturhistoriker.
- 15 september – Manuel Maria Barbosa du Bocage, portugisisk poet.
- 21 september – Christian Ludwig Ideler, tysk astronom.
- 24 september – John Farey, brittisk geolog och matematiker.
- 27 september – Peter Lillja, svensk sjömilitär.

### Fjärde kvartalet

#### Oktober
- 1 oktober – Anders Boxström, finländsk läkare.
- 11 oktober – Nólsoyar Páll, färöisk poet.
- 13 oktober – Giuseppe Longhi, italiensk kopparstickare.
- 22 oktober – Edward Thornton, brittisk diplomat.
- 23 oktober – Emmanuel Grouchy, fransk militär.
- 28 oktober – Andreas Widerberg, svensk skådespelare och teaterdirektör.

#### November
- 1 november – Carl Ferdinand Degen, dansk matematiker.
- 14 november – Elias von Eckstedt, svensk militär och ämbetsman.
- 16 november – Rodolphe Kreutzer, fransk violinist, kompositör, lärare och dirigent.
- 20 november – Carl Gustaf Eckstein, svensk konstnär.
- 24 november
  - Jakob Otto Cronstedt, svensk friherre, militär och bruksägare.
  - Friedrich Weinbrenner, tysk arkitekt.
- 25 november – Friedrich Gustav Schilling, tysk författare.
- 29 november – Pierre Maine de Biran, fransk filosof och psykolog.

#### December
- 10 december
  - Johan Abraham Aleander, svensk tecknare.
  - Samuel Frederick Gray, brittisk botaniker, mykolog och farmakolog.
- 12 december – Nikolaj Karamzin, rysk författare.
- 23 december – Wilhelm Hisinger, svensk brukspatron, kemist och fysiker.
- 24 december – Johann Tobias Bürg, österrikisk astronom.
- 29 december – Charles Macintosh, brittisk industrikemist.

## Avlidna

### Första kvartalet

#### Januari
- 1 januari – Jakob Edvard Stuart, 77, skotsk tronpretendent.
- 9 januari – Thomas Birch, 60, brittisk historiker.
- 14 januari – Fredrik V, 42, kung av Danmark och Norge sedan 1746.

#### Februari
- 5 februari – Leopold von Daun, 60, österrikisk militär.
- 6 februari – Henrik Wright, 81, svensk militär.
- 19 februari – Catharina de Wilde, 77, nederländsk poet.
- 22 februari – Friedrich August von Finck, 47, preussisk militär.
- 23 februari – Stanisław I Leszczyński, 88, kung av Polen 1704–1709 och 1733–1736.

#### Mars
- 4 mars – Joseph Aved, 64, fransk konstnär.
- 10 mars – Jane Colden, 41, nordamerikansk botaniker.

### Andra kvartalet

#### April
- 7 april
  - Tiberius Hemsterhuis, 81, nederländsk språkforskare.
  - Johann Albrecht von Korff, 68, rysk baron och diplomat.
- 15 april – Robert Whytt, 51, skotsk läkare.
- 18 april – Corrado Giaquinto, 63, italiensk målare.
- 27 april – Lorens Pasch den äldre, 64, svensk målare.

#### Maj
- 5 maj
  - Olof Arenius, 65, svensk målare.
  - Jean Astruc, 82, fransk läkare och teolog.
- 9 maj – Thomas Arthur de Lally-Tollendal, 64, fransk militär av irländsk börd, avrättad.
- 27 maj – Brita Christina Sparre, 25, svensk grevinna och målare.

#### Juni
- 24 juni – Adrien Maurice de Noailles, 87, fransk hertig och militär.

### Tredje kvartalet

#### Juli
- 1 juli – Jean-François de la Barre, 20, fransk adelsman, avrättad.
- 8 juli – Maria Vittoria, 76, prinsessa av Savojen.
- 11 juli – Elisabet Farnese, 73, drottning av Spanien.
- 26 juli – Jonas Hiortzberg, 63, svensk präst och författare.

#### Augusti
- 31 augusti – Adolf Mörner, 61, svensk greve och ämbetsman.

#### September
- 30 september – Marie Victoire de Noailles, 78, fransk hovdam.

### Fjärde kvartalet

#### Oktober
- 7 oktober – Eric Eklund, svensk fysiker och lingvist.

#### November
- 7 november – Jean-Marc Nattier, 81, fransk målare.
- 15 november – Gustaf Kierman, 64, svensk affärsman och politiker.
- 16 november – Dominikus Zimmermann, 81, tysk arkitekt.

#### December
- 12 december – Johann Christoph Gottsched, 66, tysk författare och estetiker.
- 22 december – Reinhold Näsman, 55, svensk präst och geograf.
- 25 december – William Finch, 75, brittisk diplomat.

### Fotnoter
1. ↑  ”World Statesmen”. http://www.worldstatesmen.org/Falklands.html.
2. ↑  ”Värmlands brandhistoriska klubb”. Arkiverad från originalet den 12 oktober 2011. https://www.webcitation.org/62NB7kO36?url=http://www.brandhistoriska.org/olyckor_se.html. Läst 25 mars 2011.
3. ↑  ”1766 års tryckfrihetsförordning och offentlighetsproncipens utveckling”. http://johanhirschfeldt.files.wordpress.com/2008/12/1766tf.pdf. Läst 25 mars 2011.